# Sunbeam Alpine
La Sunbeam Alpine est un coupé décapotable biplace produit par le constructeur automobile anglais Sunbeam sous l'égide du groupe Rootes de 1953 à 1955, puis de 1959 à 1968. Le modèle original lancé en 1953 a été la première voiture à porter la marque Sunbeam après le rachat par le groupe Rootes des marques Clément-Talbot et Sunbeam.

## Alpine Mark I et III (1953-1955)

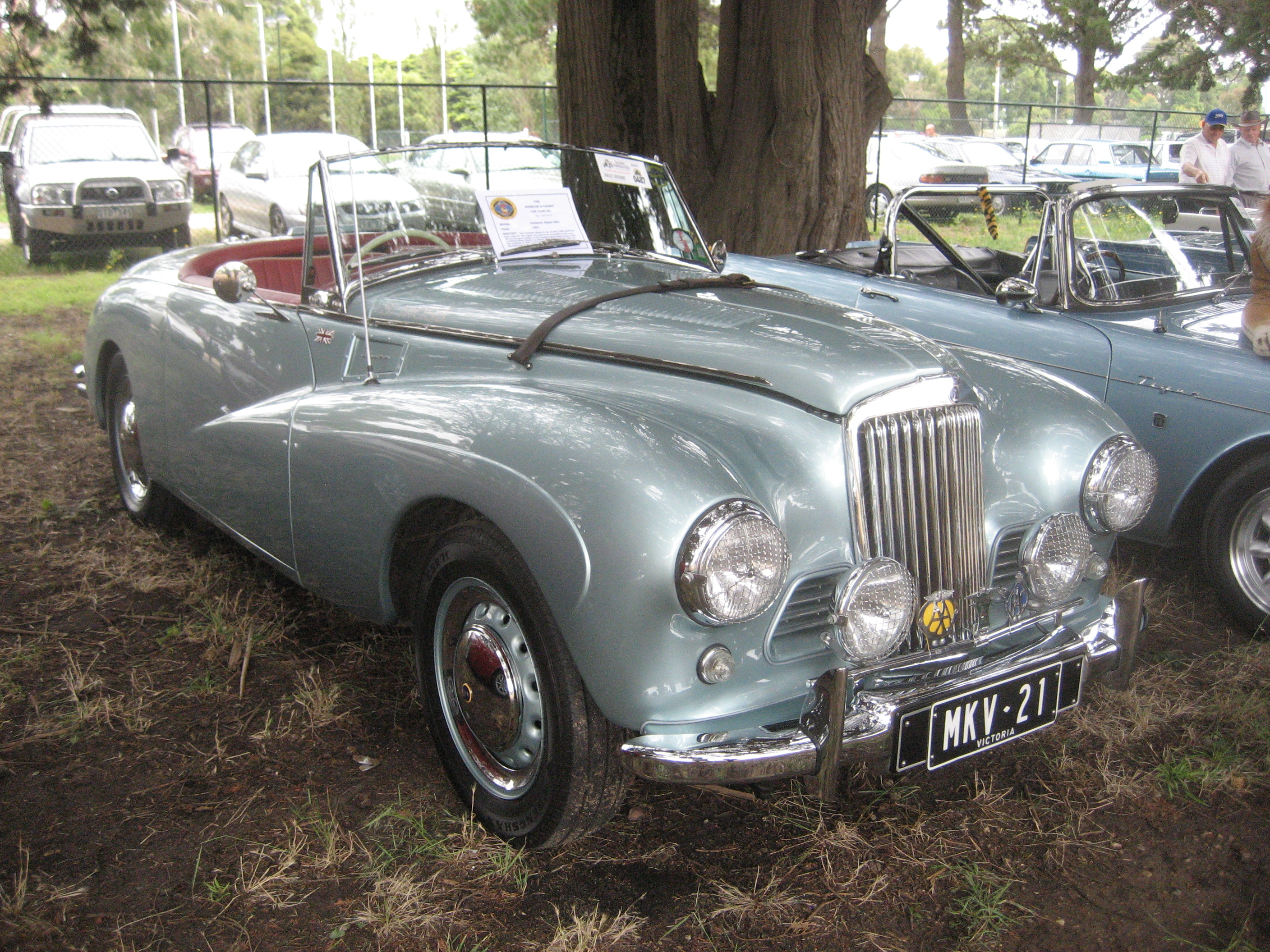
Alpine Mk III

L'Alpine dérive de la berline Sunbeam-Talbot 90 (en) et pour cette raison elle est familièrement appelée "Talbot" Alpine. C'est un roadster deux places spécialement développé pour le rallye par George Hartnell, concessionnaire Sunbeam-Talbot à Bournemouth . La voiture fit ses débuts en 1952 en tant que cabriolet Sunbeam-Talbot. Annoncée en mars 1951, elle reçut son nom définitif à la suite des succès de Sunbeam-Talbot aux rallyes alpins au début des années 1950. À la première participation de la nouvelle voiture en compétition, lors de la Coupe des Alpes 1953, elle remporta la Coupe des Dames avec Sheila van Damm à son volant, et ensuite, sans rendre aucun point, 4 Coupes des Alpes, pilotée par Stirling Moss, John Fitch, G Murray-Frame et Sheila van Damm.
La voiture est motorisée par le 4 cylindres en ligne de 2 267 cm3 de la berline, mais dont le taux de compression a été augmenté. Cependant, puisque la voiture a été développée sur la base de la berline, elle souffrait de problèmes de rigidité, malgré les traverses supplémentaires ajoutées au châssis. Les rapports de la boîte de vitesses ont aussi été changés, et à partir de 1954, un overdrive était monté en série. Le levier de vitesses était monté sur la colonne de direction. En tant que véritable coupé de 2 places, les portières n'avaient pas de poignées d'ouverture ni de vitres latérales.

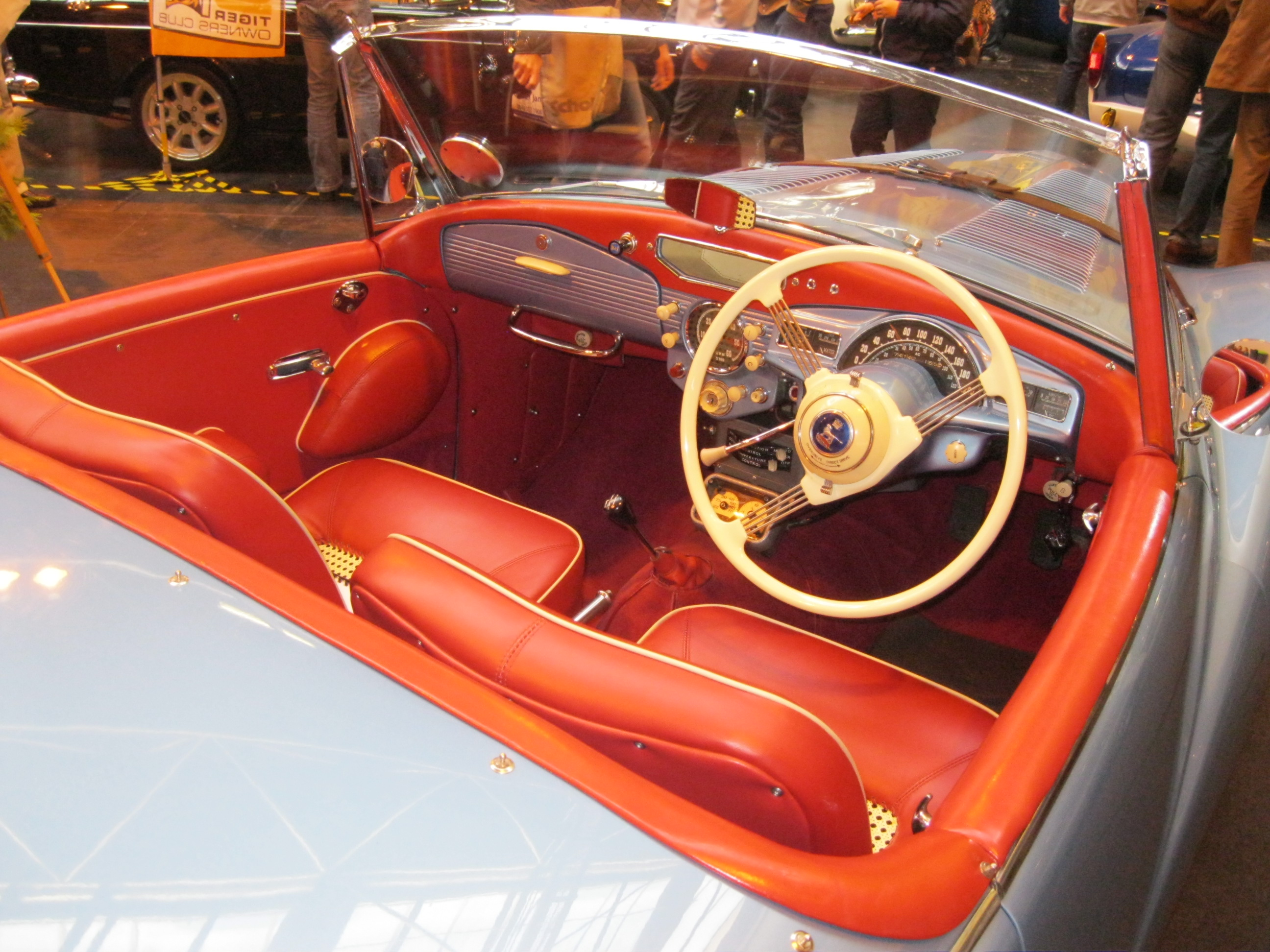
Coupé sans vitres latérales.

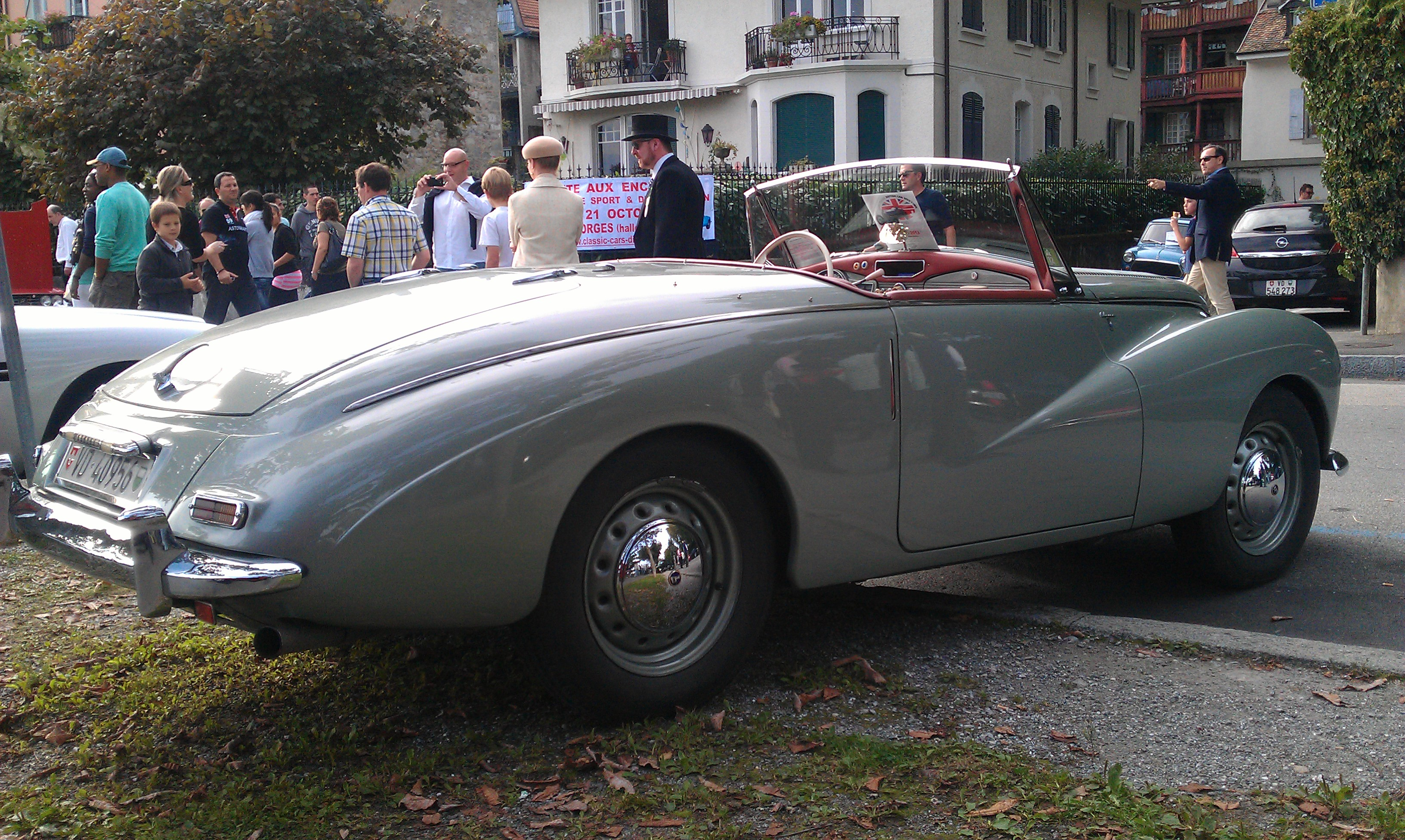
1954.

Les deux modèles Alpine Mark I et Mark III (aucune Mark II n'a été construite) étaient fabriqués artisanalement - ainsi que le cabriolet 90 - par le carrossier Thrupp & Maberly de 1953 à 1955. Sur les 1 582 exemplaires construits, 961 ont été exportés aux États-Unis et au Canada, et 175 exportés dans d'autres pays. Il est estimé que moins de 200 exemplaires existent encore[Quand ?].

### Sunbeam Alpine Mk 1 Special
Elle était motorisée par le bloc de 2 267 cm3 Mk 1 de la Sunbeam Talbot, avec cache-culbuteurs en alliage et collecteur d'échappement Siamois (cylindres 2 et 3). Ce moteur développe 97,5 ch à 4 500 tr/min, principalement par l'augmentation du taux de compression à 8.0:1 grâce à un collecteur d'admission spécial relié à un carburateur Solex 40 P.I.I à double starter.

### Sunbeam Alpine Team Cars
MKV 21 à MKV 26 : Même moteur que l'Alpine Mk1 Special, poussé par ERA à 106 ch.

## Alpine Series I à V (1959-1968)
Les premières Alpine étaient basées sur la Hillman 14 et sa remplaçante la Humber Hawk. Rootes les a remplacées par un nouveau coupé sport convertible 2 places plus confortable basé sur la Hillman Minx et ses variantes. Kenneth Howes et Jeff Crompton ont été chargés en 1956 de réaliser une refonte complète du modèle, dans le but de produire une voiture de sport dédiée principalement au marché américain. Ken Howes - qui a travaillé auparavant chez Ford avant de rejoindre Rootes, a réalisé environ 80 pour cent du travail global de conception.
L'Alpine a connu 4 révisions successives jusqu'en 1968. Elle a été fabriquée à 70 000 exemplaires environ. La production s'est arrêtée peu de temps après le rachat de la marque par Chrysler.

### Series I (1959–1960)
La production de l'Alpine Series a débuté en 1959. L'un des prototypes originaux, piloté à l'époque par le champion britannique de rallye Bernard Unett, existe toujours.
La voiture a fait un usage intensif des composants d'autres véhicules du groupe Rootes et a été construite sur une base modifiée du break Hillman Husky. Les trains roulants provenaient de la Sunbeam Rapier, mais avec des freins avant à disque à la place des freins à tambours. Elle disposait en option d'un overdrive et des roues à rayons. La voiture avait une suspension avant indépendante à ressorts hélicoïdaux et disposait à l'arrière d'un essieu rigide suspendu à des ressorts à lames semi-elliptiques. Les freins fabriqués par Girling utilisaient des disques de 241 mm à l'avant et de 229 mm à l'arrière.
Les versions post-1959 du coupé furent construites par Thomas Harrington Ltd (en). À la suite du succès de la voiture aux 24 Heures du Mans 1961 en remportant l'Indice de rendement énergétique, Harrington proposa des répliques, les Harrington Le Mans, dotées d'une carrosserie fastback et d'un bloc poussé à 104 ch (78 kW). Contrairement aux modèles alignés au Mans, ces voitures avaient une ligne de toit arrière plus intégrée et n'avaient pas les ailerons arrière des roadsters. Jusqu'en 1962, les Alpine étaient assemblées pour le compte de Rootes par Armstrong Siddeley.
Une voiture ouverte avec overdrive a été testée par le magazine britannique The Motor en 1959. Elle avait une vitesse de pointe de 160,1 km/h et pouvait accélérer de 0 à 97 km/h en 13,6 secondes. Sa consommation de carburant était de 9,0 L aux 100 km. Le prix de la voiture essayée était de 1 031 livres sterling.
11 904 exemplaires de la Series I ont été produits.
En 1969, Rootes lança une série limitée d'une variante de l'Alpine dotée d'une carrosserie break de chasse à trois portes. Avec son intérieur cuir et ses garnitures en ronce de noyer, elle était vendue le double du modèle ouvert normal.
La Series I, dessinée par Loewy Studios, était motorisée par un bloc de 1 494 cm3, alimenté par deux carburateurs verticaux. La Series I possédait un toit souple qui s'escamotait sous des caches intégrés spéciaux. Cette série fut la première voiture de sport britannique à disposer de vitres latérales enroulables.

### Series II (1960–1963)
La Série II de 1960 a apporté peu de changements, principalement un moteur plus puissant, de 1 592 cm3 de cylindrée produisant de 80 ch, ainsi qu'une suspension arrière révisée. 19 956 exemplaires ont été construits à son remplacement en 1963.
Une Séries II avec hardtop et overdrive a fait l'objet d'un test dans le magazine The Motor en 1960, qui a relevé une vitesse maximale de 158,6 km/h, une accélération de 97 km/h en 13,6 secondes et une consommation de 9,1 L aux 100 km. Le prix de la voiture testée était de 1 110 £ TTC.

### Series III (1963–1964)
La Series III a été produite en versions décapotable (la capote étant rangée derrière le petit siège arrière) ou avec hardtop amovible. Elle était motorisée par un bloc moins puissant, d'une cylindrée de 1 592 cm3. Pour offrir plus de place dans le coffre, la voiture était équipée de deux réservoirs de carburant disposés dans les ailes arrière. Elle fut aussi équipée de vitres de custode. Entre 1963 et 1964, 5 863 exemplaires ont été produits.

### Series IV (1964–1965)
Cette génération n'embarque plus le petit moteur des versions précédentes, les deux modèles cabriolet et hardtop partageant le même moteur monocarburateur Solex de 82 ch. L'arrière a été redessiné, en particulier les ailerons. Une boîte automatique avec commande au plancher était disponible en option, mais elle n'a pas eu beaucoup de succès. À partir de l'automne 1964, la boîte manuelle avec premier rapport synchronisé montée sur les autres modèles du constructeur Rootes fut montée sur la voiture. 12 406 exemplaires furent construits.

### Series V (1965–1968)
La version finale reçut un nouveau bloc de 1 725 cm3 doté d'un vilebrequin à cinq paliers, et alimenté par deux carburateurs semi-inversés Zenith-Stromberg délivrant 93 ch. L'option boîte automatique a été retirée du catalogue. 19 122 ont été produites. Sur certains marchés à l'exportation, une puissance de 100 ch SAE (99 ch DIN) a été revendiquée.

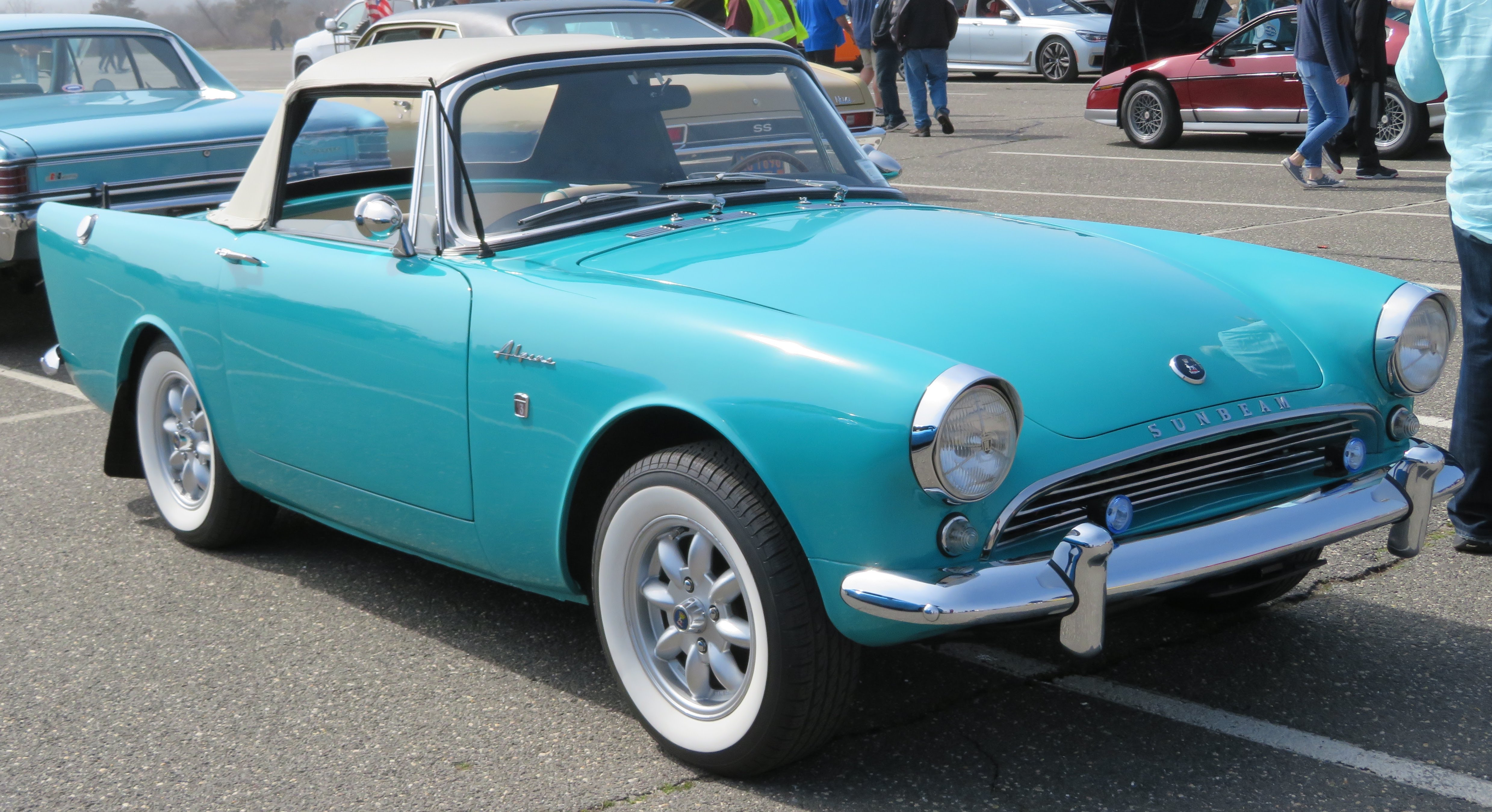
Sunbeam Alpine Series III
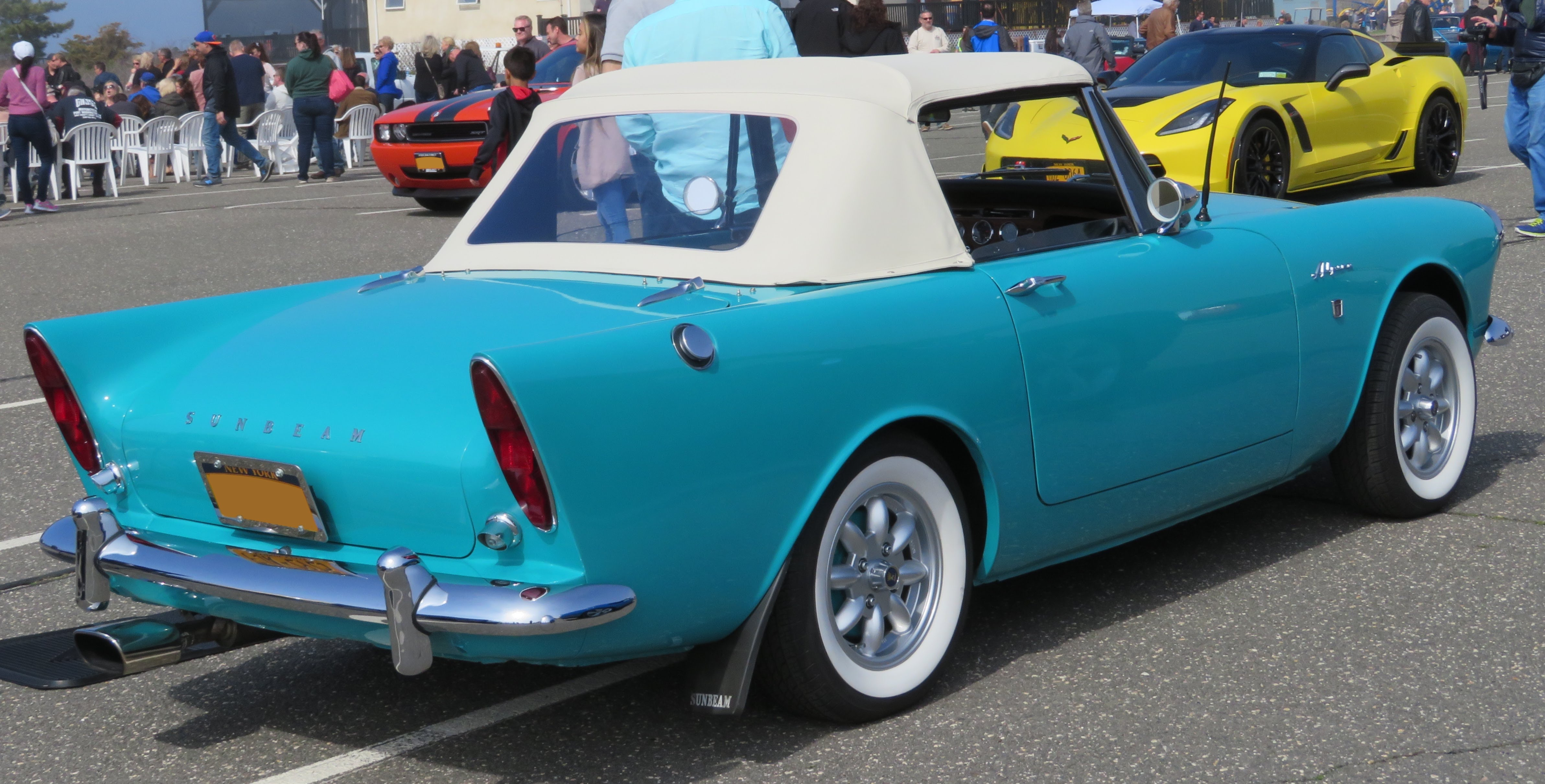
Sunbeam Alpine Series III
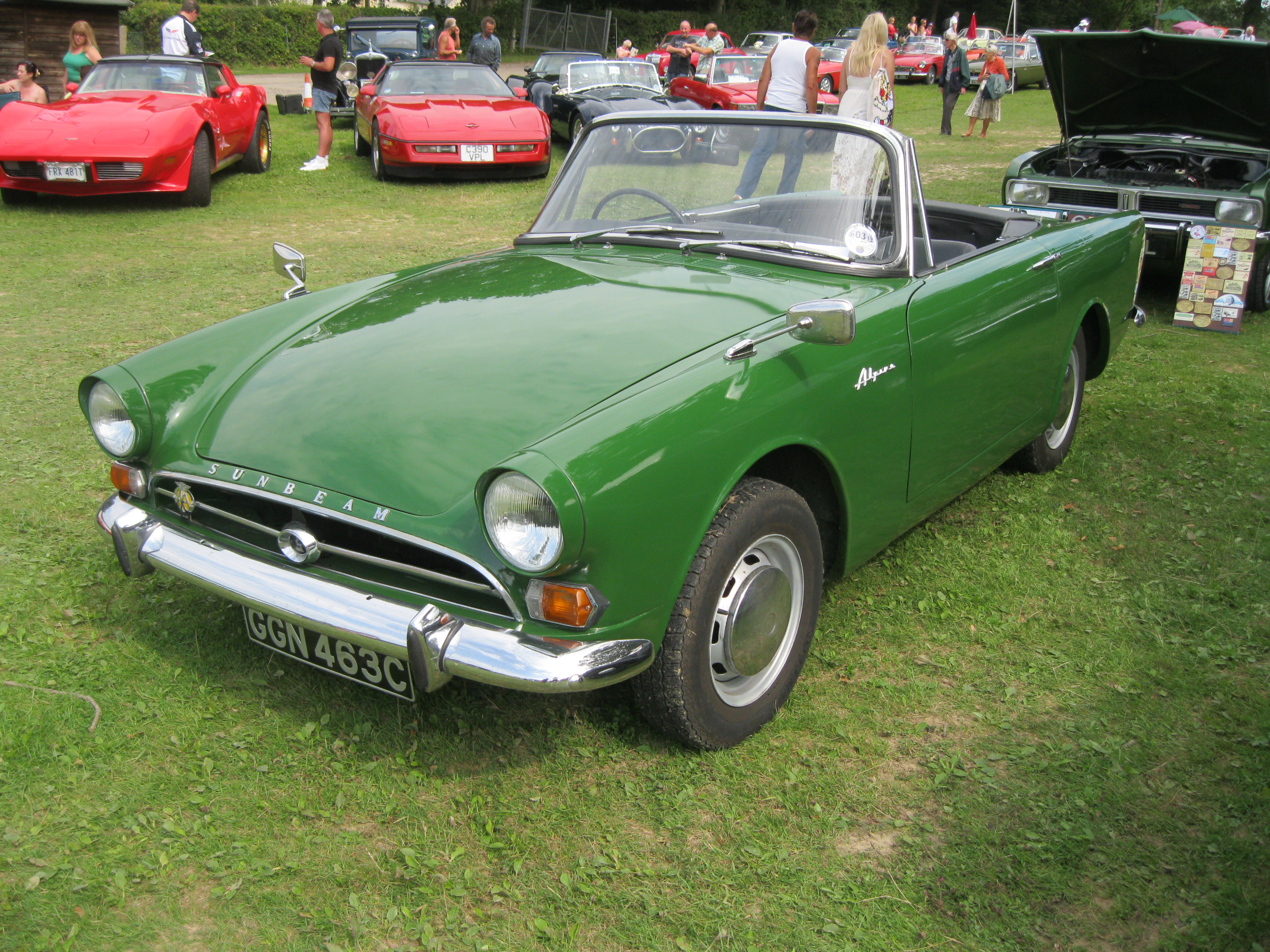
Sunbeam Alpine Series IV
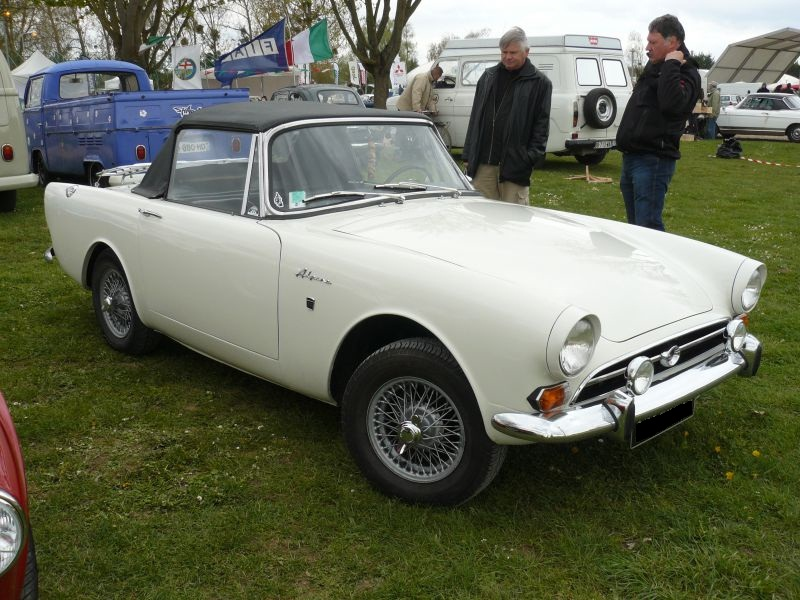
Sunbeam Alpine Series V de 1967
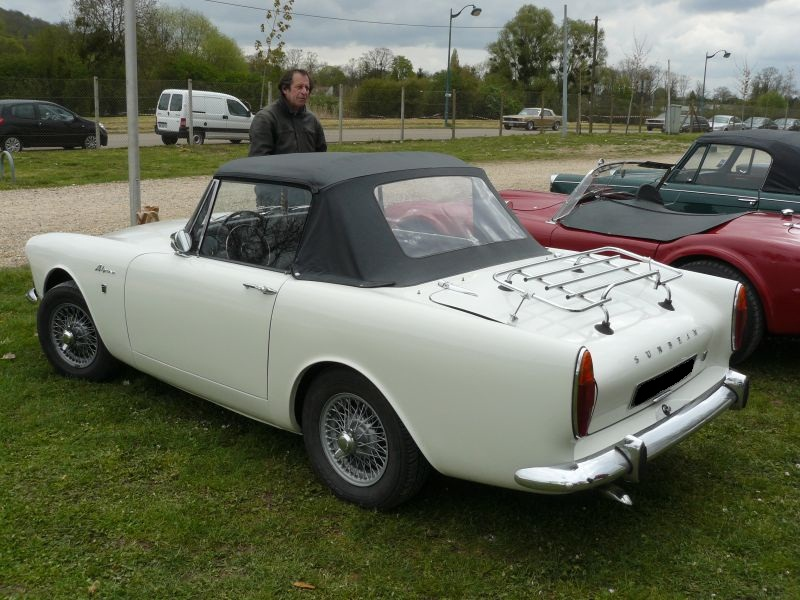
Sunbeam Alpine Series V de 1967

Rootes conçut aussi, sur la base des dernières versions, une variante muscle car, la Sunbeam Tiger.

### Compétition

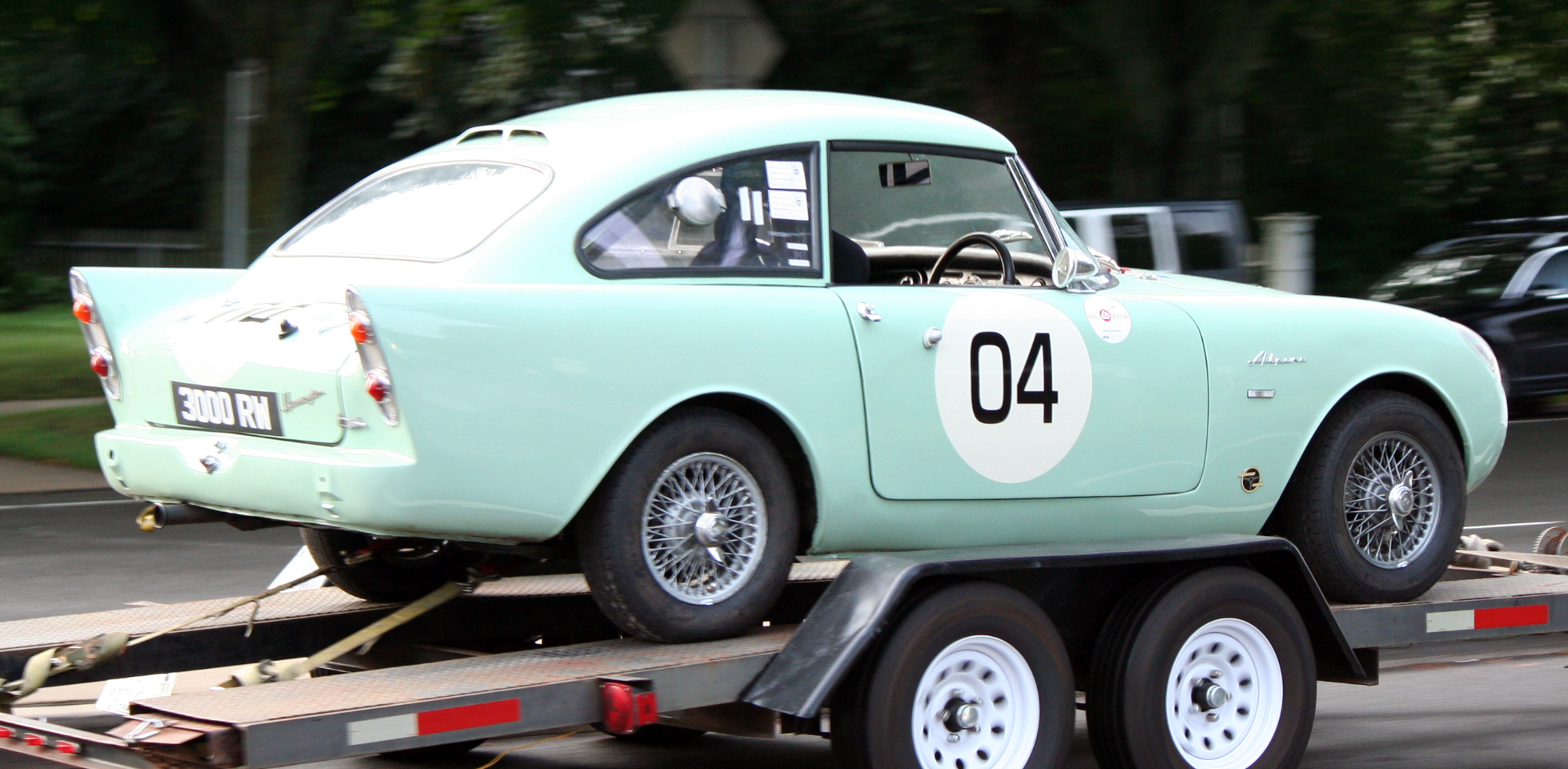
Alpine Harrington de 1961

L'Alpine a connu un succès relatif en compétitions européennes ou nord-américaines. Son succès international le plus notable a été probablement au Mans, où une Sunbeam Harrington a remporté l'Indice de rendement énergétique en 1961. Aux États-Unis, l'Alpine a participé avec succès aux événements SCCA (Sports Car Club of America).
Vince Tamburo a remporté en 1960 au volant d'une Alpine Series I 1 494 cm3 le Championnat national SCCA de voitures de sport en catégorie Production G. Don Sesslar, engagé en catégorie F, prit en 1961 la 2e place au Championnat national et en 1962 la 3e place. En 1963, l'Alpine est déplacée en catégorie Production E où elle a fait face à une vive concurrence, en particulier celle d'une Porsche 356 ultra dominante. Sesslar termina le championnat national en Alpine à égalité de points tandis que Norman Lamb a remporté sur son Alpine le championnat de la division sud-ouest.
Don Sesslar remporta finalement en 1964 le championnat avec 5 victoires (le SCCA a comptabilisé les 5 meilleurs résultats de l'année). Dan Carmichael a remporté le championnat de division centrale en 1964 et en 1965. Carmichael a continué à courir en Alpine jusqu'en 1967, année où il a terminé 2e à l'American Road Race of Champions.
Bernard Unett a couru sur un prototype d'usine d'Alpine (immatriculée XRW 302) de 1962 à 1964 et il a remporté en 1964 le trophée de challenge Fredy Dixon, qui était considéré à l'époque comme le plus important prix du circuit des clubs britanniques. Dans les années 1970, Unett remporta trois fois le titre de champion britannique de voitures de Tourisme à trois reprises au cours des années 1970.
Un groupe de six voitures a été engagé au Rallye Alpine de 1953. Bien qu'extérieurement semblables aux modèles de production, ces voitures auraient compté quelque 36 modifications, dont un moteur poussé à 97,5 ch.

## Alpine "Fastback"
Rootes introduisit la gamme « Arrow » en 1966, et en 1968, les versions berline et les break (comme la Hillman Hunter (de)) ont été rejointes par une version coupé, la Sunbeam Rapier Fastback. En 1969, une version plus abordable, légèrement moins performante et plus économique de la Rapier (toujours vendue en tant que modèle sportif) a été vendue comme une nouvelle Sunbeam Alpine.
Tous les modèles reçoivent le puissant bloc cinq paliers de 1 725 cm3 du groupe, alimenté par un carburateur Zenith-Stromberg CD150 sur l'Alpine et ses jumelles et par carburateur double corps Weber 40DCOE sur la Rapier.
Bien qu'utilisant de nombreuses pièces de la banque de pièces du groupe, y compris les feux arrière du break Arrow, les fastbacks possèdent néanmoins un certain nombre de caractéristiques uniques, comme les portières sans montants et les vitres latérales arrière, qui donnaient à la voiture un air de cabriolet lorsque le hardtop est installé. Certains exemplaires ont été équipés de tableaux de bord en bois, et des sièges sport sont disponibles en option un certain temps.

## Post-Sunbeam Alpine
Le nom Alpine a été ressuscité en 1976 par Chrysler (alors propriétaire de Rootes) pour être donné à la version britannique de la Simca 1307. Elle fut d'abord appelée Chrysler Alpine, puis enfin Talbot Alpine, après le rachat de Chrysler Europe par Peugeot en 1978. Le nom a survécu jusqu'en 1984, mais la voiture fut commercialisée (avec des noms différents) jusqu'en 1986.

## Apparitions notables au cinéma et à la télévision
- Une Sunbeam Alpine de 1953 a été oferte à Christine Martel-Magnani pour sa victoire à Miss Univers 1953 à Long-Beach
- Une Sunbeam Alpine Mk I bleu saphir métallisé de 1953 est conduite par Grace Kelly dans La Main au collet (1955) avec Cary Grant.
- Une Sunbeam Alpine Mk III est conduite par Peggy Cummins dans le film Rendez-vous avec la peur (1957).
- Une Alpine Series I rouge est conduite par Elizabeth Taylor dans le film La Vénus au vison (1960) ainsi que dans plusieurs scènes.
- Une Alpine Series 1 blanche était régulièrement conduite par le personnage Glenn Evans (joué par Rod Taylor), un journaliste luttant contre le crime, dans la série Hong Kong diffusée dans les années 1960.
- Un roadster Alpine Series II couleur bleue fait partie des premières "Bond cars" apparaissant à l'écran. Il est loué et conduit par James Bond dans James Bond 007 contre Dr No sorti en 1962, notamment dans une scène où Bond le conduit sous un camion pour échapper aux tueurs à gages qui le poursuivent. Il aurait été emprunté à un habitant de l'île de la Jamaïque où avait lieu le tournage, car c'était la seule voiture de sport disponible sur place[14]. Dans le roman, la Sunbeam Alpine était la voiture de John Strangways, l'agent des services secrets assassiné.
- Dans le film policier britannique La Loi du milieu, Le personnage de Michael Caine est sauvé par une femme conduisant un roadster Sunbeam Alpine blanc de 1968. La voiture est ensuite poussée vers un dock avec le propriétaire enfermé dans le coffre.
- Une Sunbeam Tiger (la version à moteur V8 de l'Alpine) était aussi la voiture de choix de l'espion Maxwell Smart dans la série télévisée Max la Menace. Une Alpine maquillée en Tiger, était utilisée pour les séquences techniques, comme pour le canon sortant du capot avant (il n'y avait pas assez de place sous le capot d'une Tiger pour installer le canon). Les modifications étaient réalisées par le célèbre préparateur automobile Gene Winfield. Un modèle réduit en plastique à l'échelle 1/25 fut aussi utilisé[15].
- Une Alpine similaire apparaît dans le film Commando d'Arnold Schwarzenegger, où elle est détruite[16],[17].
- L'actrice anglaise Imogen Stubbs a piloté une Sunbeam Alpine Dans la série télé britannique des années 1990 Anna Lee.
- Dans le film Un hold-up extraordinaire de 1967, avec  Shirley MacLaine, Herbert Lom et Michael Caine, une Sunbeam Alpine est conduite par ce dernier.
- Une Sunbeam Alpine bleue est conduite par Tuesday Weld et Anthony Perkins.
- Dans la série télévisée britannique Heartbeat, le personnage de Jackie Bradley, interprété par Fiona Dolman, conduit une Sunbeam Alpine series Ve avec hardtop, verte avec intérieur rouge, portant la plaque d'immatriculation d'origine (LVY 666F, de 1967). Dans l'épisode 12 de la 11e saison, "Closing the Book", deux personnages arrivent à Scripp's Garage dans une Sunbeam Alpine hardtop immatriculée 836 FXH.
- En 1966, dans le film The Great St. Trinian's Train Robbery (en), de Launder et Gilliat, Flash Harry (George Cole) possède un Sunbeam Alpine rouge vif qu'il présente comme le « symbole de son statut social ». Lui et certains de ses étudiants utilisent la voiture pour poursuivre les voleurs de train (dirigés par Frankie Howerd).
- Dans Bunny Lake a disparu (1965), réalisé par Otto Preminger, une Sunbeam Alpine est conduite par l'oncle de Bunny Lake (Keir Dullea).
- Dans Horreur à volonté (1970), Nancy Wagner (Sandra Dee) conduit une Sunbeam Alpine rouge.
- Dans le film Mystère sur la falaise de 1964, la mère de Hayley Mills (Elizabeth Sellars) lui rend visite chez sa grand-mère dans une Sunbeam Alpine blanche.
- Dans Perfect Friday (1970), réalisé par Peter Hall, Lady Dorset (Ursula Andress) conduit une White Sunbeam Alpine 1966 tout au long du film.
- Dans Spies Strike Silently (1966), Lang Jeffries effectue une rapide réparation du moteur d'une Sunbeam Alpine rouge avant de repartir.
- Une Sunbeam Alpine est conduite par le Dr Lydia Fonseca, le personnage joué par Amanda Redman (en) dans la série télévisée britannique The Good Karma Hospital.
- Une Sunbeam Alpine Série III de 1963 de couleur bleue est conduite par Kennedy McMann dans Nancy Drew (Saison 2, épisode 1) en 2019. L'actrice joue le personnage de Nancy Drew[18].